# PulsarFour
PulsarFour, LLC — американська компанія, яка займається наданням послуг у сфері електронної комерції, цифрового маркетингу, зокрема оптимизації сайтів для пошукових систем, а також імплементації та кастомізації програмного забезпечення для інтернет-магазинів світових брендів. Головний офіс компанії розташований у Каліфорнії з представництвами у Литві, Польщі та Німеччині . Центр розробки в Україні знаходиться у Києві.

## Клієнти
До клієнтів компанії відносяться такі всесвітньо відомі бренди як Avon, KaDeWe, та інші.

## References
1. ↑  Архівована копія. Архів оригіналу за 7 липня 2014. Процитовано 22 квітня 2014.{{cite web}}:  Обслуговування CS1: Сторінки з текстом «archived copy» як значення параметру title (посилання) [Архівовано 2014-07-07 у Wayback Machine.]
2. ↑  http://www.yelp.com/biz/pulsarfour-san-francisco
3. ↑  Архівована копія. Архів оригіналу за 4 травня 2014. Процитовано 22 квітня 2014.{{cite web}}:  Обслуговування CS1: Сторінки з текстом «archived copy» як значення параметру title (посилання)

## External links
- PulsarFour Official Website